# Гамлет-машина
«Гамлет-машина» (нім.Die Hamletmaschine) — постмодерністська драма німецького драматурга і режисера Гайнера Мюллера. Написана в 1977 році за мотивами п'єси Вільяма Шекспіра «Гамлет». Ідея п'єси виникла у Мюллера після того, як він переклав Шекспірівського Гамлета. Деякі критики стверджують, п'єса показує проблематику і роль інтелігенції за часів східнонімецького комунізму; інші стверджують, що п'єсу треба розуміти відносно ширше постмодерністської концепції. Особливістю п'єси є те, що вона не зосереджена на звичайному сюжеті, а є послідовністю монологів, де головний герой залишає свою роль і роздумує над тим, ніби він актор.

## Огляд
Вистава складається із сцен. Весь текст складається приблизно із дев'яти сторінок. Сам сценарій дуже компактний і відкритий для інтерпретації; повторюються теми фемінізму та екологічного руху.
П'єса є однією з найчастіш виконуваних п'єс Мюллера і (можливо) його найвідомішою на сьогодні; Мюллер сам брав участь в семи-з-половиною-годинному спектаклі «Гамлет» (в якому Hamletmaschine була п'єсою-в-грі) в Берліні в 1990 році.

## Постановки п'єси
Світова прем'єра Hamletmachine відбулася в 1979 році в театрі Théâtre Gérard Philipe в Сен-Дені, Франція. У США прем'єра вистави відбулася у березні 1984 р. в Freies Theater München в університеті Південної Флориди. Після цього була поставлена у грудні того ж року спектаклем в театрі для нового міста (Theater for the New City) в Нью-Йорку і в травні 1986 року в Нью-Йоркському університеті, де режисером був Роберт Вілсон.
Британська прем'єра пройшла 7 березня 1985 року в Лондоні в The Gate Theatre, Ноттінг Хілл, у подвійній постановці із іншою п'єсою Хайнера Мюллера «Маузер», режисером обох п'єс був Пол Брайтвелл, який раніше поставив із студентами Мюллерівський Zement в університеті Ессекса. Ніколас де Джонг із Гардіан описав Hamletmachine як «сцена кишить образами» і «приголомшливе повідомлення зі Східної Німеччини».
У 1992 році спектакль був поставлений в університеті Каліфорнії в Ірвіні режисером Кейт Фоулер, як криваві фантазії у «лабораторії Франкенштейна», в якому промислові м'ясні гаки служили «поплавцем» Офелії. 2002 року Лос-Анджелес Таймс опублікувала 35-річний ретроспективний список передового мистецтва «on the wilder side» і університетська постановка Hamletmachine була однією з п'яти «найкривавіших» у списку.
У 1992 році Йозеф Шайлер та Азіза Гаас розвинули «Гамлет-машину» в Токіо паралельно з постановкою «Гамлета» трупи Tokyo Engeki Ensemble, відомої своїми традиційними адаптаціями Брехта, на противагу відкритому й експериментальному підходу, який Шайлер і Гаас виробили як члени групи TheaterAngelusNovus. Результатом проєкту став новий переклад Hamletmachine японською мовою і 15 експериментальних вистав від 45 хвилин до 12 годин. Це було зафіксовано в книзі HamletMaschine.Tokyo.Material.
У 2007 році була поставлена в театрі Семюела Беккета в Дубліні, Ірландія, режисер Пол Картон.
У 2010 році, Ван Чонг зробив перші постановки Hamletmachine в Китаї. Натяки на китайську і північнокорейську політичні ситуації викликали суперечки. Тим не менш, п'єса пройшла в Пекіні і Ханчжоу без заборон. В шоу було задіяно чотири актори китайської опери і одна дитина. Критики називали його «деконструкції Китайської опери» і «найцікавіша робота на Пекінському Міжнародному Молодіжному театральному фестивалі».

### В Україні

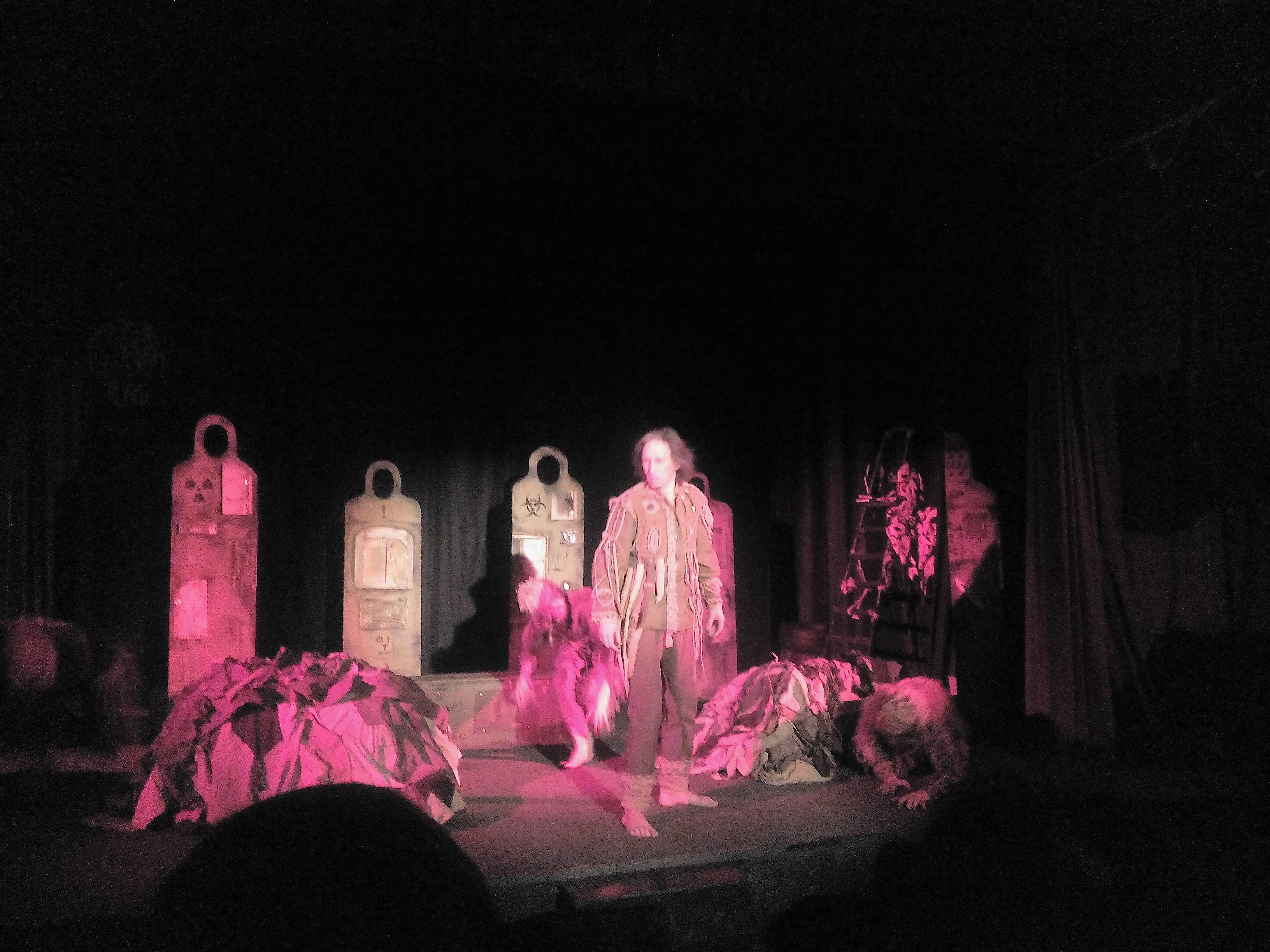
Олексій Биш в ролі Гамлета
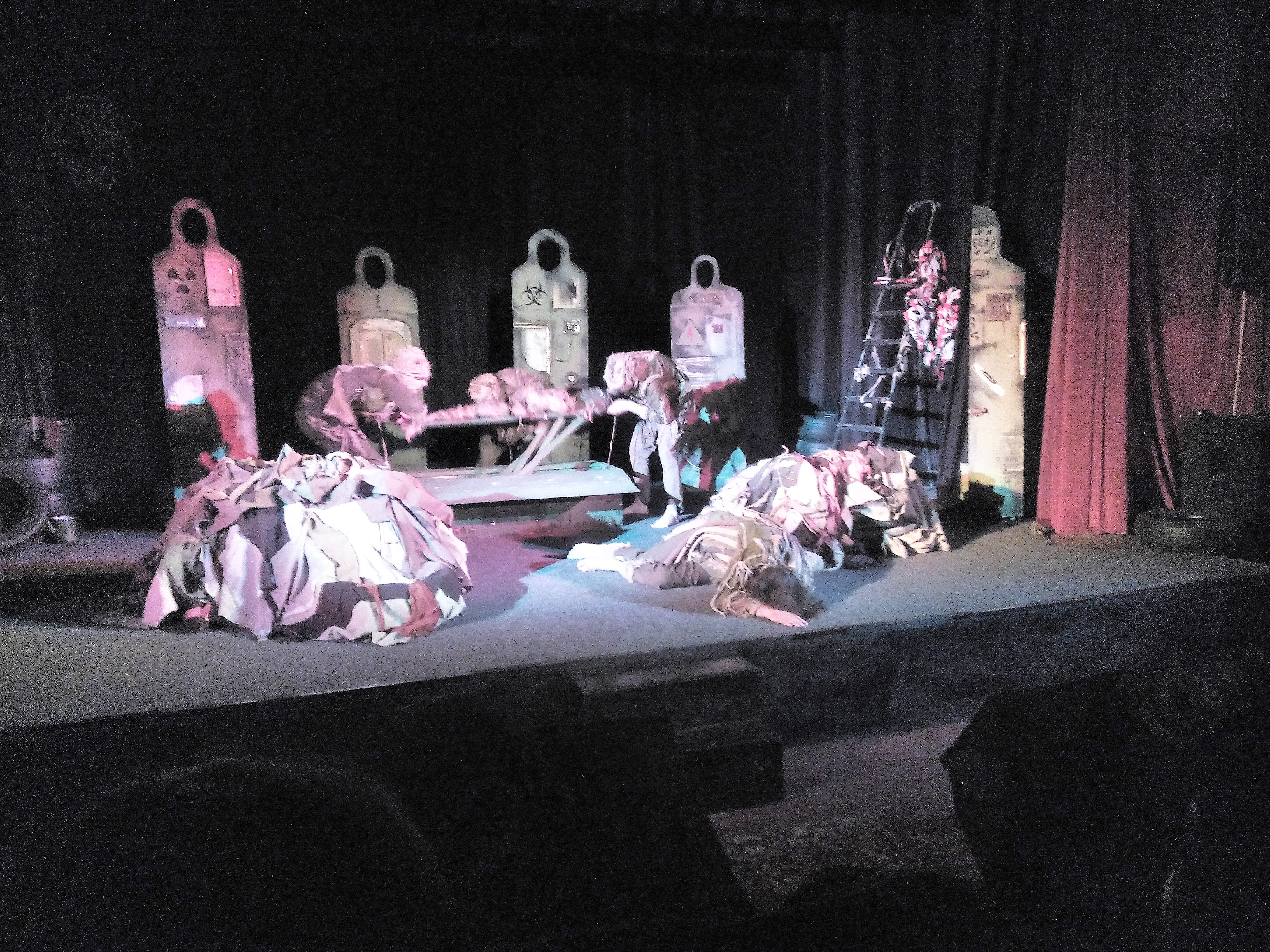
Олексій Биш в ролі Гамлета
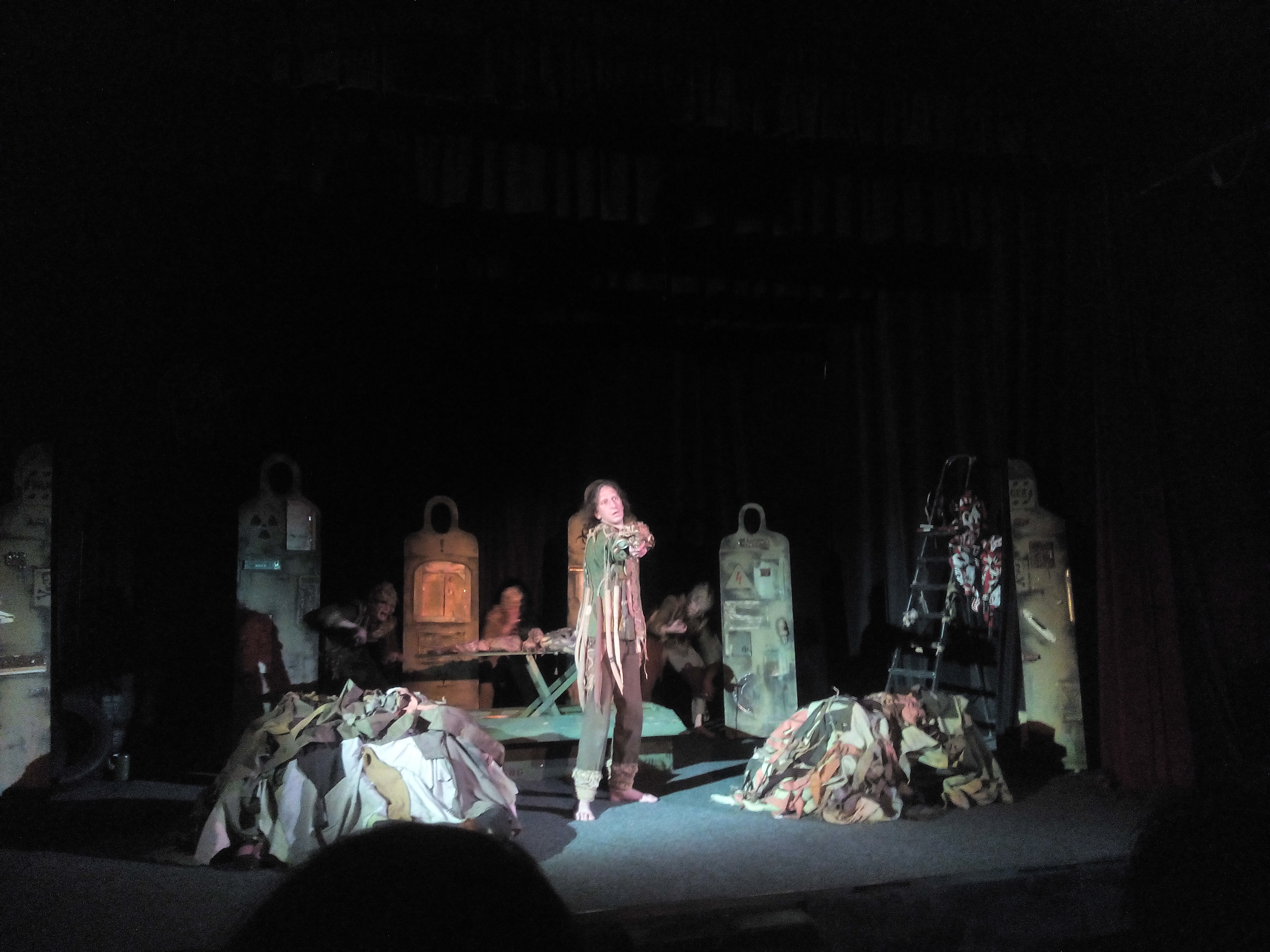
Олексій Биш в ролі Гамлета
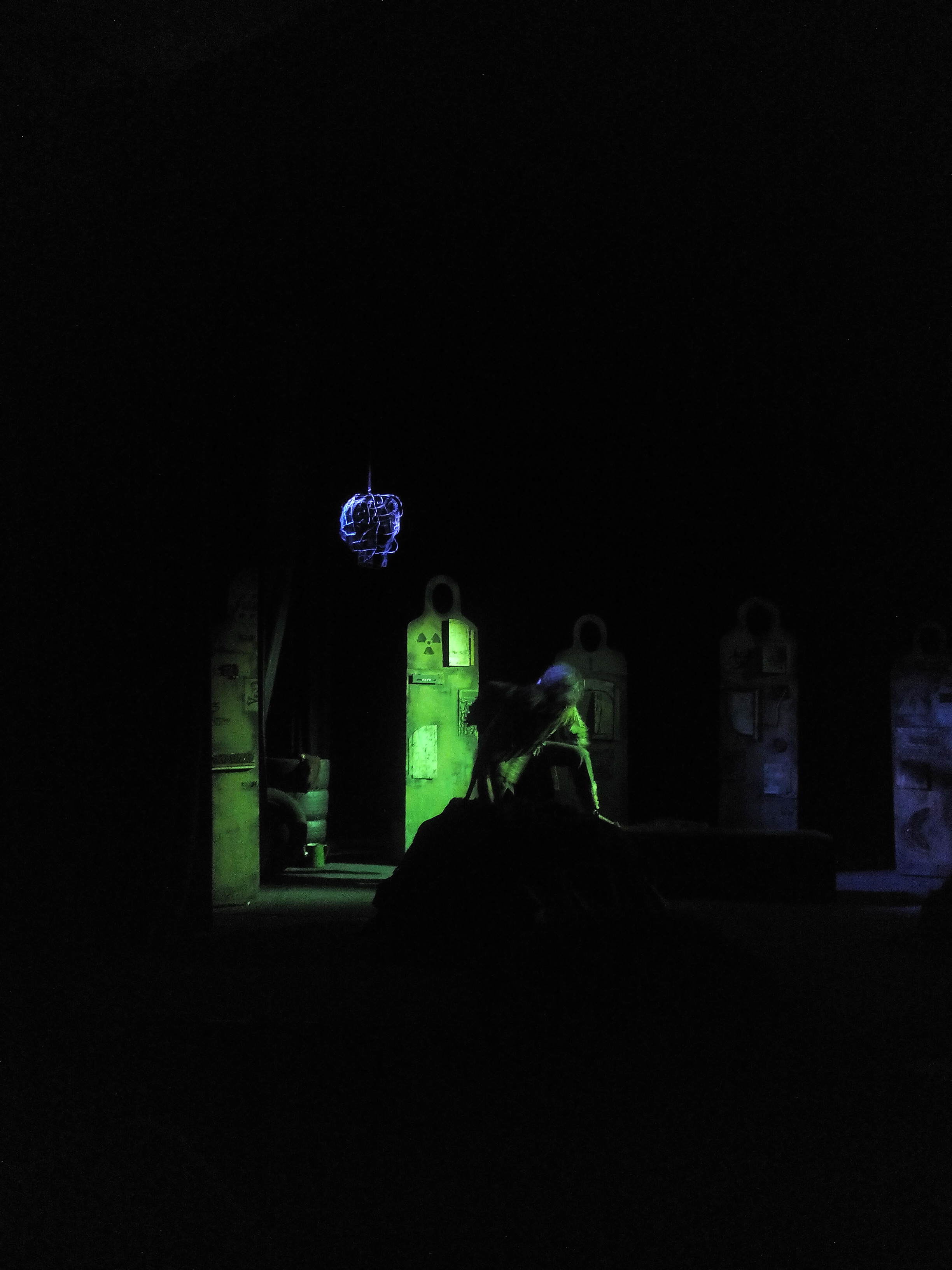
Олексій Биш в ролі Гамлета

29 червня 2016 року в Чернігівському театрі ляльок було вперше в Україні поставлено п'єсу Гамлет-машина (допрем'єрний показ). Прем'єра п'єси відбулася у вересні 2016 року. Постановку було здійснено за підтримки Гете-інституту. Режисер — заслужений артист України Гольцов Віталій Володимирович. Головну роль (Гамлета) зіграв заслужений артист України Олексій Биш, актор Чернігівського молодіжного театру.. На сцені актор, з'являючись в кожній дії, більше години виконує складні психологічні, а часто і фізичні дії (віртуозність пластики театральні критики відзначають окремо) у процесі болісно-хворобливого монологу.
10 березня 2017 року виставу показали в Києві, 21 березня — в Хмельницькому, 27 березня — в Кременчузі на фестивалі «Кременчуцька театральна весна 2017».
Після цього «Гамлет-Машину» показали на ІІІ-му Міжнародному театральному фестивалі «І Люди і Ляльки» у м. Львів.
А у жовтні 2017 Чернігівський театр ляльок ім. О.Довженка представив виставу «Гамлет-Машина» на Х Міжнародному театральному фестивалі «Подільська Лялька», який проходив у м. Вінниці.

## Адаптації
Hamletmachine має різні адаптації до інших ЗМІ:
- Hamletmachine, радіо-драма, включаючи музику Einstürzende Баргельд. Музика вийшла окремим компакт-диском у 1991 році. Blixa Bargeld грав роль принца Гамлета і Гудрун Гут зіграла Офелію.
- Die Hamletmaschine-Oratorio, ораторія композитора Жоржа Апергіса.
- Die Hamletmaschine, опера 1987 року постановки Вольфганга Рима.
- Szenische Kammermusik nach Heiner Müllers «Hamletmaschine», 1991 класичний твір для п'яти інструментів (Рут Цехлін).
- Hamletmachine: не довгий фільм, короткометражний фільм 2010 року від режисера «Барселони» Агустіна Кальдерона.[17] У 2016 році фільм був викладений на сайті відеохостінгу Vimeo.[18]

## Похідні
У 2011 році пуерторикано-американська письменниця Джаніна Браскі опублікувала роман Сполучені Штати Банану, де критикувала корпоративну Америку. Роман оснований на Hamletmachine.
У 2013 році Citi Garage Theatre в Санта-Моніці, Каліфорнія, поставив прем'єру Opheliamachine, постмодерністську драму польсько-американського драматурга Магди Романської. Opheliamachine була відповіддю на Hamletmachine Хайнера Мюллера. Постановка отримала хороші відгуки критиків з багатьох ЗМІ Лос-Анжелеса.

## Записи
- Die Hamletmaschine (with Blixa Bargeld), Rough Records 1991
- Maschine (by Ester Brinkmann), Supposé 1998